# Ommata brachialis
Ommata brachialis är en skalbaggsart som beskrevs av Bates 1873. Ommata brachialis ingår i släktet Ommata och familjen långhorningar. Inga underarter finns listade i Catalogue of Life.